# Рю-де-ла-Пе
Рю-де-ла-Пе (фр. Rue de la Paix «вулиця Миру») — вулиця в центрі Парижа. Розташована у 2-му окрузі Парижа. Починається від Вандомской площі і закінчується біля Опери Гарньє.

## Історія
Вулиця була прокладена в 1806 році на території колишнього монастиря капуцинок. Спочатку носила ім'я Наполеона; сучасну назву одержала 1814 року на честь мирного договору з країнами антинаполеонівської коаліції.
Є однією з найвідоміших паризьких вулиць завдяки розташшованим на ній ювелірними крамницям. Зокрема тут ще з 1898 року працює знаменита крамниця Картьє . Першим засновниоком дому моди на Рю-де-ля-Пе був Чарльз Фредерік Ворт .

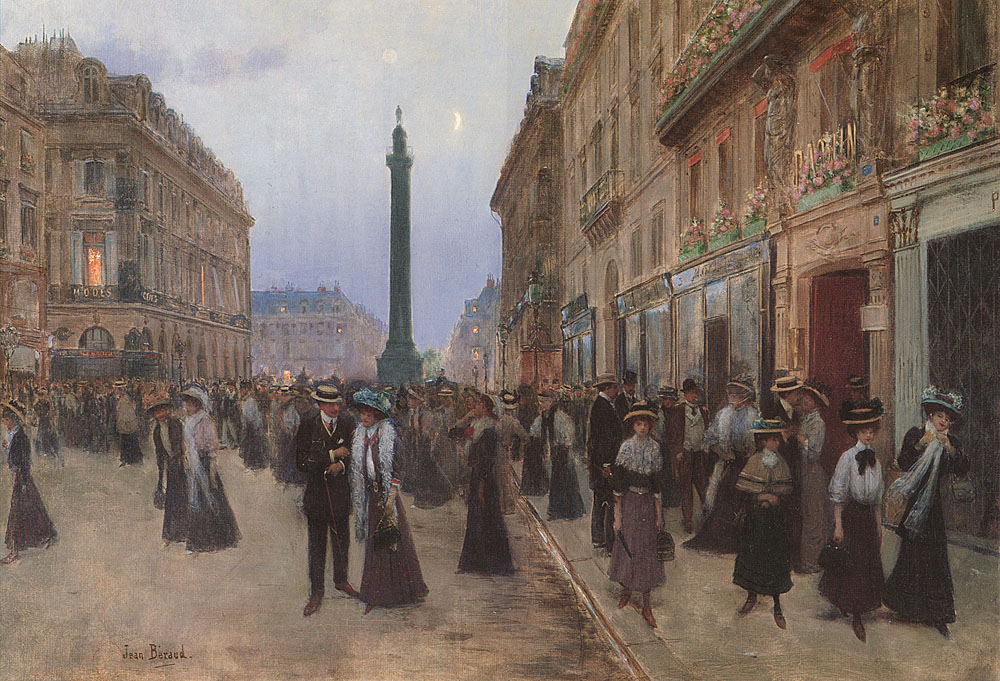
Жан Беро — La Rue de la Paix, 1907

## Визначні будівлі та місця пам'яті

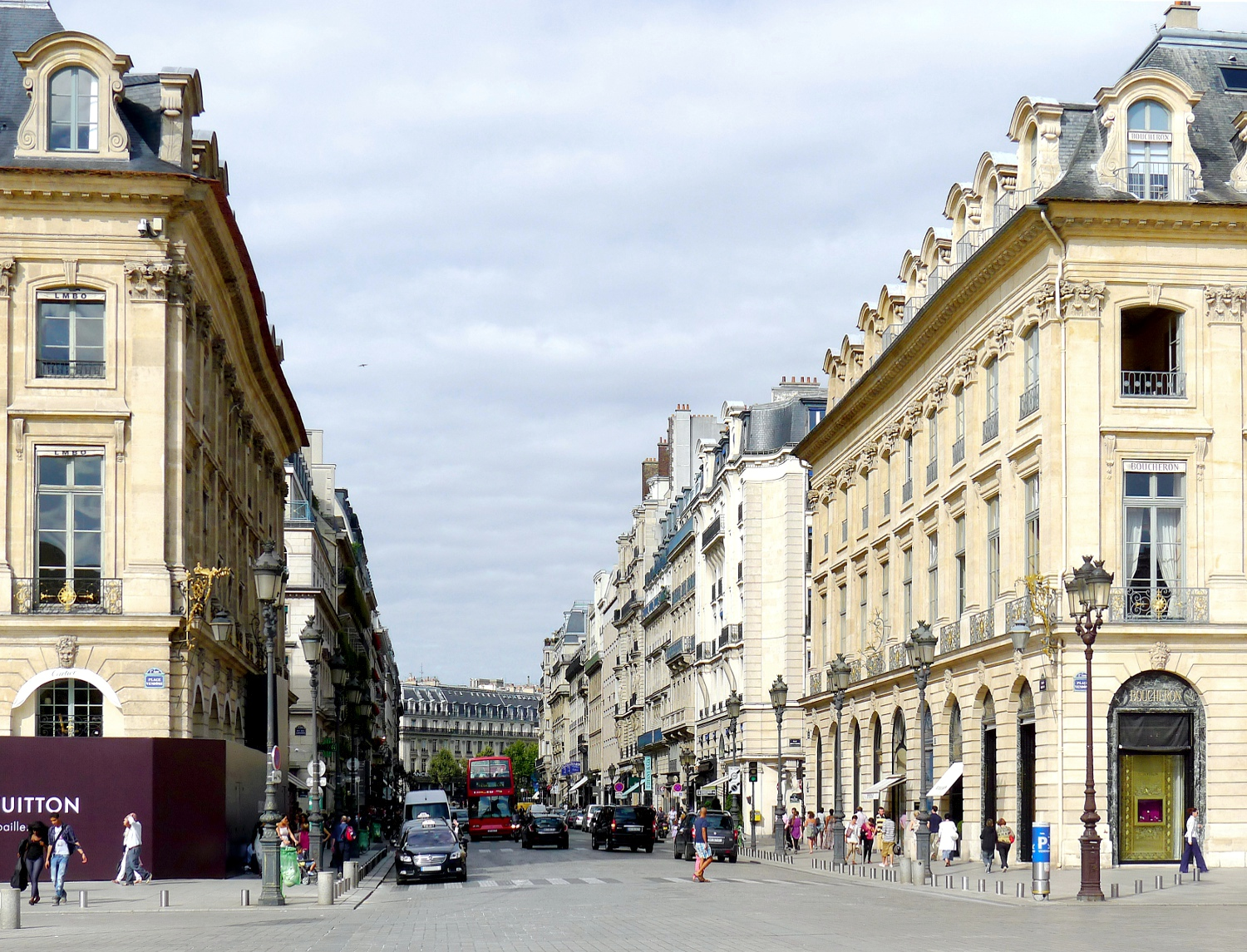
Рю-де-ла-Пе, вид із Вандомської площі у напрямку до площі Опера.

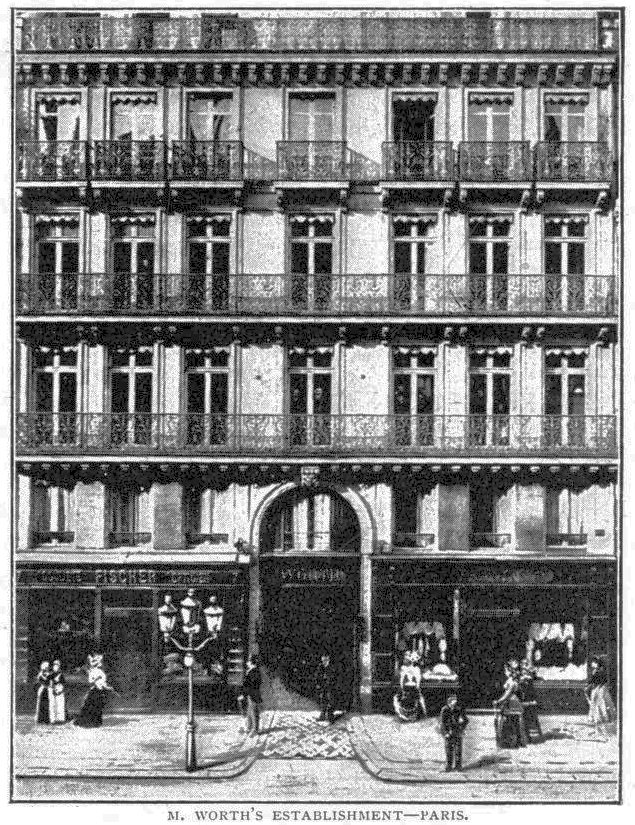
Будинок Ворта, Рю-де-ла-Пе 7.

- № 1: Дім високої моди Мадам Гре, заснований 1942 року.
- № 3: Дім високої моди «Пакен», заснований 1891 року. У час розквіту фірма мала 2700 працівників, 1956 року закрилася через фінансові труднощі.
- № 4: Ювелірна крамниця Робера Лензеле (1872—1941), яка відкрилася 1923 року (архітектор-декоратор Луї Сю (1875—1968) разом з Андре Маром).
- № 6 : Ювелірна крамниця Луї Окока (фр. Louis Aucoc), заснована 1821 року.
- № 7 : Дім високої моди Чарльза Фредеріка Ворта, заснований 1858 року.
- № 8 : За часів Луї-Філіппа I та Другої імперії тут знаходився мебльований будинок Мірабо та книгарня видавця Амйо (фр. Amyot). Теперішній будинок споруджено 1867 року. З 1927, року тут була крамниця «Roger & Gallet».
- № 9 : Крамниця прикрас «Меллерйо» (Mellerio).
- № 13 : Готель «Вестмінстер».
- № 17 : Кондитерська «Carême», заснована 1830 року, з 1923 року — парфюмерна крамниця «д'Орсе».
- № 19 : Ювелірна крамниця Ґюстава Боґрана (фр. Gustave Baugrand, 1826—1870).
- № 20 : Крамниця «À la belle Anglaise», заснована 1824 року.
- № 23 : Дім високої моди «Caroline Reboux».